# Biblioteca militare centrale
La biblioteca militare centrale è una biblioteca pubblica dell'Esercito Italiano, situata a Roma in via XX settembre, all'interno di Palazzo Esercito, sede dello stato maggiore dell'Esercito. Le collezioni, che contano più di 120.000 volumi sono specializzate in storia militare e politica, sociologia e tecnologie con applicazioni militari. Fanno parte della biblioteca anche circa 1.200 libri rari ed antichi
Istituita nel 1814 a Torino, nel 1865 veniva trasferita a Firenze e nel 1871 a Roma, dal 1888 nella sua sede attuale.
Dal 2001 è entrata nel Servizio bibliotecario nazionale, tramite il Polo delle biblioteche pubbliche statali di Roma. Una parte del proprio patrimonio bibliografico è raggiungibile tramite l'opac.